# Daphne miyabeana
Daphne miyabeana — древесное растение, вид рода Волчеягодник (Daphne) семейства Волчниковые (Thymelaeaceae). Был описан в 1914 году японским ботаником Макино Томитаро.

## Описание
Вечнозелёный кустарник. Листья длиной 5—10 см и шириной 1—2,5 см, голые, темно-зелёные, с коротким черешком. Цветки белые, без лепестков, собраны в головчатые соцветия. Плод — красная ягода.

## Ареал
Эндемик Японии. Встречается в скалистых районах островов Хоккайдо и Хонсю.